# Pilar Perez-Iñigo
María Pilar Perez-Iñigo Rodríguez-Aragón (Madrid, 13 de febrero de 1948), de nombre artístico María Aragón, es una cantante mezosoprano española  catedrática de Técnica Vocal de la Escuela Superior de Canto de Madrid. Fue Integrante fundadora del cuarteto madrigalista de Madrid durante 14 Años.

## Trayectoria profesional

### Formación
Sus estudios musicales comienzan en el año 1966 en el Real Conservatorio Superior de Música de Madrid en cuya institución obtiene el Título Profesional de Canto. Simultaneó sus estudios con la Escuela Superior de Canto,  donde obtiene el título de Cantante de Ópera y Concierto.  Finalizó sus estudios en 1979 obteniendo la graduación de ambos centros en dicho año.. Es Doctora en Música realizando su tesis doctoral sobre el compositor argentino Carlos Guastavino titulada Historia de vida. Análisis de su obra sobre los poetas españoles de la Generación de 27.

### Coral y Conciertos
En 1967, como María Aragón, comenzó su carrera artística como miembro de “Cantores de Polifonía” de la Delegación Nacional de Juventudes, bajo la dirección de Jesús López Cobos. Ha actuado con grandes orquestas  en su dilatada y prolífica carrera, especializándose  en cantante de cámara realizando actuaciones en las principales salas de concierto destacando en su programación el repertorio español. Como cantante de ópera y de conciertos tanto como solista como con orquestas, ha actuado con grupos de música de cámara y con orquestas relevantes no solo europeas bajo la dirección de grandes maestros, como  Juan Pablo Izquierdo, Rafael Frühbeck de Burgos, Kurt Sanderling, José Ramón Encinar, Marius Constant, Arturo Tamayo,  y el director canadiense Charles Dutoit, entre otros. Dichas actuaciones fueron interpretadas en los principales teatros de opera y conciertos a destacar sus últimas actuaciones en el  Auditorio Mann de Israel, en Viena en el Austria  Konzerthaus,  en  Leipzig en el auditorio Gewandhaus,  en Berlín en Schauspielhaus, en Múnich en el Herkulessal, así como en Francia en París en el Teatro de Champs Elysees, en Canadá en la ciudad de Montreal en el Wilfrid-Pelletier Hall, en Argentina, Buenos Aires, en el Teatro Colón, en el Gran Auditorio de  Pekín en China o en Japón en el Tokio Suntory Hall.
En el año 1998, con motivo del centenario de García Lorca presentó un programa variado dedicado a este escritor con actuaciones en Italia, Argentina, Bolivia, Chile, China, Mozambique, Sudáfrica, Túnez y Zimbabue. Además en línea con su anterior trabajo sobre García Lorca, grabó un CD sobre Rafael Alberti titulado Canciones para Alberti. 
Además de su carrera profesional en las principales salas de concierto, tuvo dos actuaciones con carácter extraordinario en diferentes actividades oficiales, una en el año 1985, año en el que participó como solista en la ceremonia de entrega de los Premios “Principe de Asturias” en el Teatro Campoamor de Oviedo. Otra  ceremonia de relevancia en la que tuvo un papel protagonista fue cuando interpretó la Misa de la Coronación de Mozart en la Catedral de Sevilla, en la boda de la Infanta Elena de Borbón en el año 1995.

#### Fundación Juan March
Son numerosos los conciertos realizados en la Fundación Juan March en diferentes ciclos a lo largo de tres décadas. Entre otros el año 1980 participó en el ciclo Música Española medieval celebrado en la Fundación Juan March de Madrid. En 1994 participó en el ciclo Canciones de amor, interpretando a grandes músicos de la historia como Beethoven, Schubert, Schumann, Brahms, Mahler, Grieg, En el año 2000 cantó en el ciclo La voz en el siglo XX en la Fundación Juan March de Madrid, acompañada por el pianista Fernando Turina.

### Docente y Jurados
Ingresó en la Escuela Superior de Canto en 1983  como profesora de Técnica Vocal  y desde 1995 ha desempeñado la Cátedra de Canto hasta su jubilación en 2018. Ha participado en numeroso jurados. 

## Discografía
Ha grabado el disco "Canciones para Alberti" con la discográfica  Unió Músics. En la Musickweb holandesa hay una relación de las canciones interpretadas por María Aragón en el año 2004  sobre el folclore vasco  del compositor alavés Jesús Guridi.i
Otro de los discos publicado es el que reúne 22 canciones del compositor argentino del siglo XX Carlos Gustavino.